# Piatnitzkysauridae
De Piatnitzkysauridae zijn een groep Theropoda behorende tot de Tetanurae.
In 2012 benoemden Mathew Carrano, Roger Benson en Scott Sampson een klade Piatnitzkysauridae. De klade werd gedefinieerd als de groep bestaande uit Piatnitzkysaurus floresi en alle soorten nauwer verwant aan Piatnitzkysaurus dan aan Spinosaurus aegyptiacus of Megalosaurus bucklandi.
In 2019 publiceerde Oliver Walter Mischa Rauhut een studie waarin de verwantschappen van basale Tetanurae nogal anders uitvielen dan eerder gevonden. Daarom gaf hij een iets andere definitie: de groep bestaande uit Piatnitzkysaurus floresi en alle soorten nauwer verwant aan Piatnitzkysaurus dan aan Spinosaurus aegyptiacus, Megalosaurus bucklandii of Allosaurus fragilis.
Bekende piatnitzysauriden bestaan uit relatief kleine roofsauriërs uit de Jura van Noord- en Zuid-Amerika. In 2019 waren drie soorten bekend: Condorraptor, Marshosaurus en Piatnitzkysaurus zelf. Volgens Rauhut zijn het basale Allosauroidea.
Verschillende synapomorfieën werden aangegeven door Carrano e.a. Het bovenkaaksbeen heeft een afwezige of korte voorste tak. De buitenzijde van het bovenkaaksbeen toont twee evenwijdige horizontale rijen aderkanalen. De paradentale platen achter de tandrijen hebben verticale groeven of richels. De draaier heeft geen pleurocoel. De draaier heeft korte zijuitsteeksels. De draaier heeft zeer korte parapofysen. De achterste ruggenwervels hebben naar voren hellende doornuitsteeksels. Bij het opperarmbeen is de lijn tussen de onderste gewrichtsuitsteeksels naar binnen geroteerd. 